# Campionati del mondo di atletica leggera indoor 2025 - 3000 metri piani maschili
La gara degli 3000 metri piani maschili dei campionati del mondo di atletica leggera indoor 2025 si è svolta il 22 marzo 2025 a Nanchino.

## Podio
| Pos.    | Atleta             | Nazionalità | Tempo   |
| ------- | ------------------ | ----------- | ------- |
| Oro     | Jakob Ingebrigtsen | Norvegia    | 7'46"09 |
| Argento | Berihu Aregawi     | Etiopia     | 7'46"25 |
| Bronzo  | Ky Robinson        | Australia   | 7'47"09 |

## Situazione pre-gara

### Record
Prima di questa competizione, il record del mondo e il record dei campionati erano i seguenti.
| Record                | Prestazione | Atleta                     | Data e luogo                          | Competizione                     |
| --------------------- | ----------- | -------------------------- | ------------------------------------- | -------------------------------- |
| Record mondiale       | 7'22"91     | Grant Fisher Stati Uniti   | 8 febbraio 2025 New York, Stati Uniti |                                  |
| Record dei campionati | 7'34"71     | Haile Gebrselassie Etiopia | 9 marzo 1997 Parigi, Francia          | Campionati del mondo indoor 1997 |

## Qualificazioni
Per i 3000 metri piani maschili il periodo di qualifica andava dal 1º settembre 2024 al 9 marzo 2025. Gli atleti potevano ottenere la qualificazione rientrando nello standard di 7'31"00 oppure di 12'45"00 nei 5000 metri, con una wildcard o in base al loro piazzamento nel World Athletics Rankings.

## Risultati

### Finale
La finale diretta si è tenuta il 22 marzo a partire alle ore 19:33.
| Pos     | Atleta             | Nazionalità | Tempo   | Note                                     |
| ------- | ------------------ | ----------- | ------- | ---------------------------------------- |
| Oro     | Jakob Ingebrigtsen | Norvegia    | 7'46"09 | Miglior prestazione personale stagionale |
| Argento | Berihu Aregawi     | Etiopia     | 7'46"25 | Miglior prestazione personale stagionale |
| Bronzo  | Ky Robinson        | Australia   | 7'47"09 |                                          |
| 4       | Sam GIlman         | Stati Uniti | 7'47"19 |                                          |
| 5       | Dylan Jacobs       | Stati Uniti | 7'48"41 |                                          |
| 6       | Andrew Coscoran    | Irlanda     | 7'48"53 |                                          |
| 7       | Anass Essayi       | Marocco     | 7'49"00 |                                          |
| 8       | Cornelius Kemboi   | Kenya       | 7'49"00 | Miglior prestazione personale            |
| 9       | Biniam Mehary      | Etiopia     | 7'49"18 |                                          |
| 10      | Dawit Seare        | Eritrea     | 7'49"49 |                                          |
| 11      | Getnet Wale        | Etiopia     | 7'50"07 |                                          |
| 12      | Sam Parsons        | Germania    | 7'54"15 |                                          |
| 13      | James Gormley      | Irlanda     | 7'56"43 |                                          |
| 14      | Sun Ningkai        | Cina        | 8'02"72 | Miglior prestazione personale            |